# Always on My Mind (Carson)
Always on My Mind of You Were Always on My Mind is een countrylied geschreven door Johnny Christopher, Mark James en Wayne Carson. Carson schreef er later bij dat hij het liedje in tien minuten aan de keukentafel had geschreven. Hij hield het vervolgens even onder de pet, totdat muziekproducent Chip Moman hem eraan herinnerde hoe het met dat "my mind"-lied stond. Vervolgens vertrok Carson met de co-auteurs naar de verdieping van de geluidsstudio waar ze zaten, ze kwamen tot de conclusie dat het lied eigenlijk al af was. Carson zei dat Moman nog een brug wilde en zo kwam er eentje van twee regels in het lied.
De eersten die het opnamen waren B.J. Thomas (1970), Gwen McCrae (tweede opname, eerste release 1972) en Brenda Lee (derde opname, tweede release 1972). Sindsdien is het lied honderden keren gecoverd. Een van de eersten daarin was Elvis Presley, ook in 1972. Moman zat niet bij de eerste opnamen, maar wel bij die van Presley. In Nederland kwam het plaatje een aantal keren in de hitparade terecht.

## Elvis Presley
Elvis Presley nam het lied op op 29 maart 1972. Hij was toen net gescheiden van zijn vrouw Priscilla Presley. De opname werd met name in de Verenigde Staten geëerd en geprezen. Het werd vervolgens uitgegeven als de B-kant van Separate Ways. Het haalde in de Verenigde Staten de Billboard Hot 100, maar bleef steken op plaats 20. In Engeland haalde het de negende plaats in dertien weken. In Nederland en België verkocht het plaatje matig; het haalde de hitparades niet in Nederland en net aan één dan wel twee weken in België. Maar toen in 1997 een heruitgave kwam waarbij A-kant en B-kant gewisseld waren, begon het ineens wel de Nederlandse hitparades te beklimmen (niet in België). De noteringen en aantal weken luidden:
- Nederlandse Top 40: 6 weken notering met een hoogste notering 15
- Single Top 100: 12 weken met een hoogste notering op 12
- Vlaamse Ultratop 50: 1 week notering met een hoogste notering 45
- UK Singles Chart: zes weken notering met een hoogste notering 13

### Evergreen Top 1000
| Evergreen Top 1000 "Always on My Mind" | Evergreen Top 1000 "Always on My Mind" | Evergreen Top 1000 "Always on My Mind" | Evergreen Top 1000 "Always on My Mind" | Evergreen Top 1000 "Always on My Mind" | Evergreen Top 1000 "Always on My Mind" | Evergreen Top 1000 "Always on My Mind" | Evergreen Top 1000 "Always on My Mind" | Evergreen Top 1000 "Always on My Mind" | Evergreen Top 1000 "Always on My Mind" | Evergreen Top 1000 "Always on My Mind" | Evergreen Top 1000 "Always on My Mind" | Evergreen Top 1000 "Always on My Mind" | Evergreen Top 1000 "Always on My Mind" | Evergreen Top 1000 "Always on My Mind" | Evergreen Top 1000 "Always on My Mind" | Evergreen Top 1000 "Always on My Mind" |
| Jaar                                   | 2008                                   | 2009                                   | 2010                                   | 2011                                   | 2012                                   | 2013                                   | 2014                                   | 2015                                   | 2016                                   | 2017                                   | 2018                                   | 2019                                   | 2020                                   | 2021                                   | 2022                                   | 2023                                   |
| -------------------------------------- | -------------------------------------- | -------------------------------------- | -------------------------------------- | -------------------------------------- | -------------------------------------- | -------------------------------------- | -------------------------------------- | -------------------------------------- | -------------------------------------- | -------------------------------------- | -------------------------------------- | -------------------------------------- | -------------------------------------- | -------------------------------------- | -------------------------------------- | -------------------------------------- |
| Positie                                | 149                                    | 146                                    | 146                                    | 146                                    | 115                                    | 121                                    | 105                                    | 41                                     | 75                                     | 55                                     | 126                                    | 88                                     | 126                                    | 147                                    | 113                                    | 69                                     |

### NPO Radio 2 Top 2000
| Nummer met noteringen in de NPO Radio 2 Top 2000 | '00 | '01 | '02 | '03 | '04 | '05 | '06 | '07 | '08 | '09 | '10 | '11 | '12 | '13 | '14 | '15 | '16 | '17 | '18 | '19 | '20 | '21 | '22 | '23 | '24 |
| ------------------------------------------------ | --- | --- | --- | --- | --- | --- | --- | --- | --- | --- | --- | --- | --- | --- | --- | --- | --- | --- | --- | --- | --- | --- | --- | --- | --- |
| Always on My Mind                                | 652 | 524 | 383 | 278 | 332 | 255 | 314 | 263 | 279 | 320 | 325 | 459 | 353 | 423 | 545 | 502 | 542 | 501 | 519 | 453 | 429 | 396 | 338 | 335 | 348 |

1. ↑  Een vetgedrukt getal geeft de hoogste notering aan.
2. ↑  2000 was het eerste jaar met een notering voor dit nummer.

## Willie Nelson
De volgende artiest die met Always on My Mind de Nederlandse hitparades wist te behalen was Willie Nelson. Het scoorde niet alleen in de Benelux, maar ook daarbuiten:
- Australië: hoogste plaats 39.
- België Ultratop: 3 weken notering met een hoogste notering 31.
- Canada: hoogste plaats 10.
- Ierland: hoogste plaats 8.
- Nederlandse Top 40: 5 weken notering met een hoogste notering plaats 17 en de plaat was op vrijdag 22 juni 1984 Veronica Alarmschijf op Hilversum 3.
- Nationale Hitparade: 5 weken notering met een hoogste notering plaats 19.
- Verenigd Koninkrijk Top 50: 6 weken notering met een hoogste notering 13.
- Verenigde Staten top 100: hoogste plaats 5.
- Verenigde Staten Country: hoogste plaats 1.

Het lied in deze uitvoering won in februari 1983 een aantal Grammy Awards: Lied van het jaar, Countrylied van het jaar en Beste mannelijke countryzang. Later deed de Country Music Association er nog prijzen bij: Lied van het jaar 1982, Lied van het jaar 1983, Single van het jaar 1982 en ook Album van het jaar 1982 voor het gelijknamige album van Willie Nelson. Nelson heeft het lied voorts nog een keer in 1998 uitgevoerd met Johnny Cash.

### NPO Radio 2 Top 2000
| Nummer met noteringen in de NPO Radio 2 Top 2000 | '99  | '00 | '01  | '02  | '03  | '04  | '05  | '06  | '07  | '08  | '09  | '10 | '11 | '12 | '13 | '14  | '15  | '16  | '17  | '18  | '19  | '20  | '21  | '22  | '23  | '24  |
| ------------------------------------------------ | ---- | --- | ---- | ---- | ---- | ---- | ---- | ---- | ---- | ---- | ---- | --- | --- | --- | --- | ---- | ---- | ---- | ---- | ---- | ---- | ---- | ---- | ---- | ---- | ---- |
| Always on My Mind                                | 1185 | -   | 1430 | 1835 | 1388 | 1482 | 1421 | 1098 | 1146 | 1260 | 1386 | 936 | 993 | 723 | 949 | 1185 | 1285 | 1314 | 1358 | 1521 | 1192 | 1336 | 1361 | 1677 | 1681 | 1609 |

1. ↑  Een '-' betekent dat het nummer niet was genoteerd en een vetgedrukt getal geeft de hoogste notering aan.

### Evergreen Top 1000
| Evergreen Top 1000 "Always on My Mind - Willie Nelson" | Evergreen Top 1000 "Always on My Mind - Willie Nelson" | Evergreen Top 1000 "Always on My Mind - Willie Nelson" | Evergreen Top 1000 "Always on My Mind - Willie Nelson" | Evergreen Top 1000 "Always on My Mind - Willie Nelson" | Evergreen Top 1000 "Always on My Mind - Willie Nelson" | Evergreen Top 1000 "Always on My Mind - Willie Nelson" | Evergreen Top 1000 "Always on My Mind - Willie Nelson" | Evergreen Top 1000 "Always on My Mind - Willie Nelson" | Evergreen Top 1000 "Always on My Mind - Willie Nelson" | Evergreen Top 1000 "Always on My Mind - Willie Nelson" | Evergreen Top 1000 "Always on My Mind - Willie Nelson" | Evergreen Top 1000 "Always on My Mind - Willie Nelson" | Evergreen Top 1000 "Always on My Mind - Willie Nelson" | Evergreen Top 1000 "Always on My Mind - Willie Nelson" | Evergreen Top 1000 "Always on My Mind - Willie Nelson" | Evergreen Top 1000 "Always on My Mind - Willie Nelson" |
| Jaar                                                   | 2008                                                   | 2009                                                   | 2010                                                   | 2011                                                   | 2012                                                   | 2013                                                   | 2014                                                   | 2015                                                   | 2016                                                   | 2017                                                   | 2018                                                   | 2019                                                   | 2020                                                   | 2021                                                   | 2022                                                   | 2023                                                   |
| ------------------------------------------------------ | ------------------------------------------------------ | ------------------------------------------------------ | ------------------------------------------------------ | ------------------------------------------------------ | ------------------------------------------------------ | ------------------------------------------------------ | ------------------------------------------------------ | ------------------------------------------------------ | ------------------------------------------------------ | ------------------------------------------------------ | ------------------------------------------------------ | ------------------------------------------------------ | ------------------------------------------------------ | ------------------------------------------------------ | ------------------------------------------------------ | ------------------------------------------------------ |
| Positie                                                | 511                                                    | -                                                      | -                                                      | -                                                      | -                                                      | 323                                                    | 262                                                    | -                                                      | 352                                                    | 239                                                    | 339                                                    | 275                                                    | 286                                                    | 344                                                    | 343                                                    | 294                                                    |

## Pet Shop Boys
De volgende in de hitlijsten waren de Pet Shop Boys. Zij speelde(n) Always on My Mind in het televisieprogramma Love Me Tender van ITV. Dat programma werd uitgezonden tien jaar na de sterfdag van Presley. De reacties waren lovend en de Pet Shop Boys besloten het op te nemen en uit te geven. In 1988 verscheen het vervolgens opnieuw bewerkt op hun studioalbum Introspective. De lengte van het lied varieert van krap aan vier minuten tot ruim negen minuten. Het werd een hit in veel landen:
- Australië: zes weken notering met een hoogste notering 10
- België (Top 50): elf weken notering met een hoogste notering 2
- België (Top 30): elf weken notering met een hoogste notering 2
- Duitsland: twintig weken notering met een hoogste notering 1
- Frankrijk: twaalf weken notering met een hoogste notering 12
- Nederland (Top 40): negen weken notering met een hoogste notering 3
- Nederland (Top 100): dertien weken notering met een hoogste notering 5
- Nieuw-Zeeland: elf weken notering met een hoogste notering 8
- Noorwegen: elf weken notering met een hoogste notering 3
- Oostenrijk: hoogste notering op 2
- Verenigd Koninkrijk: elf weken notering met een hoogste notering vier weken op nummer 1
- Verenigde Staten: hoogste notering op 4
- Zweden: zeven weken notering met een hoogste notering 1
- Zwitserland: hoogste plaats nummer 1

### NPO Radio 2 Top 2000
Always on My Mind stond alleen in 2014 in de NPO Radio 2 Top 2000, op plek 1848.

## Andere versies
- Mama's Jasje had er in 1992 een hit mee in Vlaanderen onder de titel Zonder verhaal in een vertaling van Ben Destrycker, Paul Despiegelaere en Peter Van Laet: het lied stond dertien weken in de Ultratop 50 met als hoogste notering plaats 11.
- Glennis Grace had er in 2002 een hit mee: het lied stond vier weken in de Nederlandse Single Top 100.
- Jasmin Tusjadia stond er in 2003 vijf weken mee in de Single Top 100 met als hoogste notering 56.
- Erwin Nyhoff, zanger van de The Prodigal Sons, had er in 2011 een klein hitje mee: het lied stond een week op plaats 96 in de Single Top 100.
- Ook DJ Quicksilver had een hit met Always on your mind.
- Bluesmuzikant Little Milton (James Milton Campbell) zong een cover van dit nummer op zijn album Strugglin' Lady uit 1992.
- Rob de Nijs zong het liedje in het TROS-programma De beste zangers van Nederland in 2013.
- Eric Clapton en Bradley Walker namen in 2023 samen een versie op als eerbetoon en verjaardagscadeau aan Willie Nelson.